# Constantin Fidèle Coene

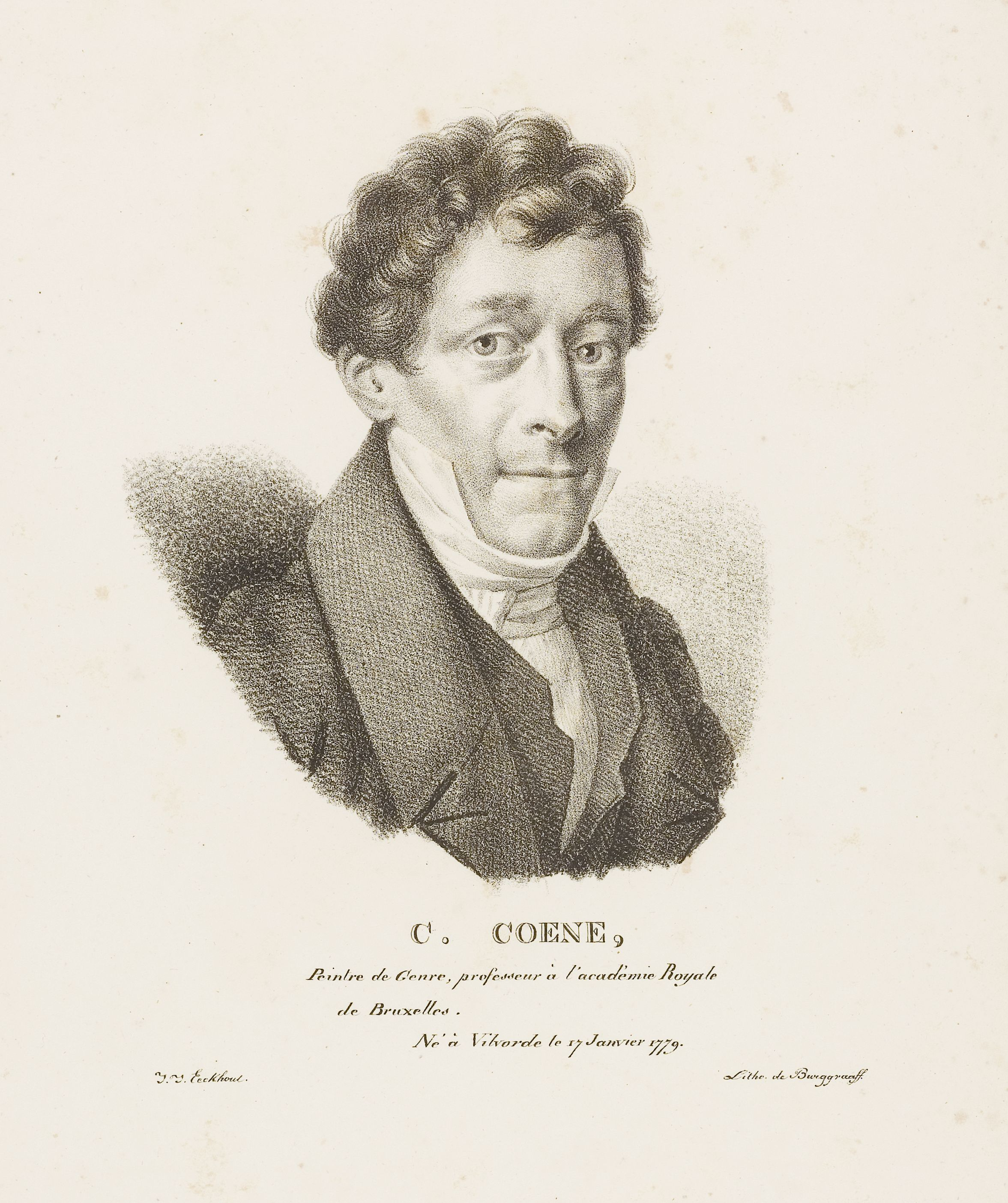
Constantin Coene

Constantin Fidèle Coene (Vilvoorde  1779 - Brussel, 1841) (ook gekend als Constantinus Fidelio Coene) was een Zuid-Nederlands historieschilder, maar bekwaamde zich eveneens in genres en  landschappen. Hij was eveneens een graficus.

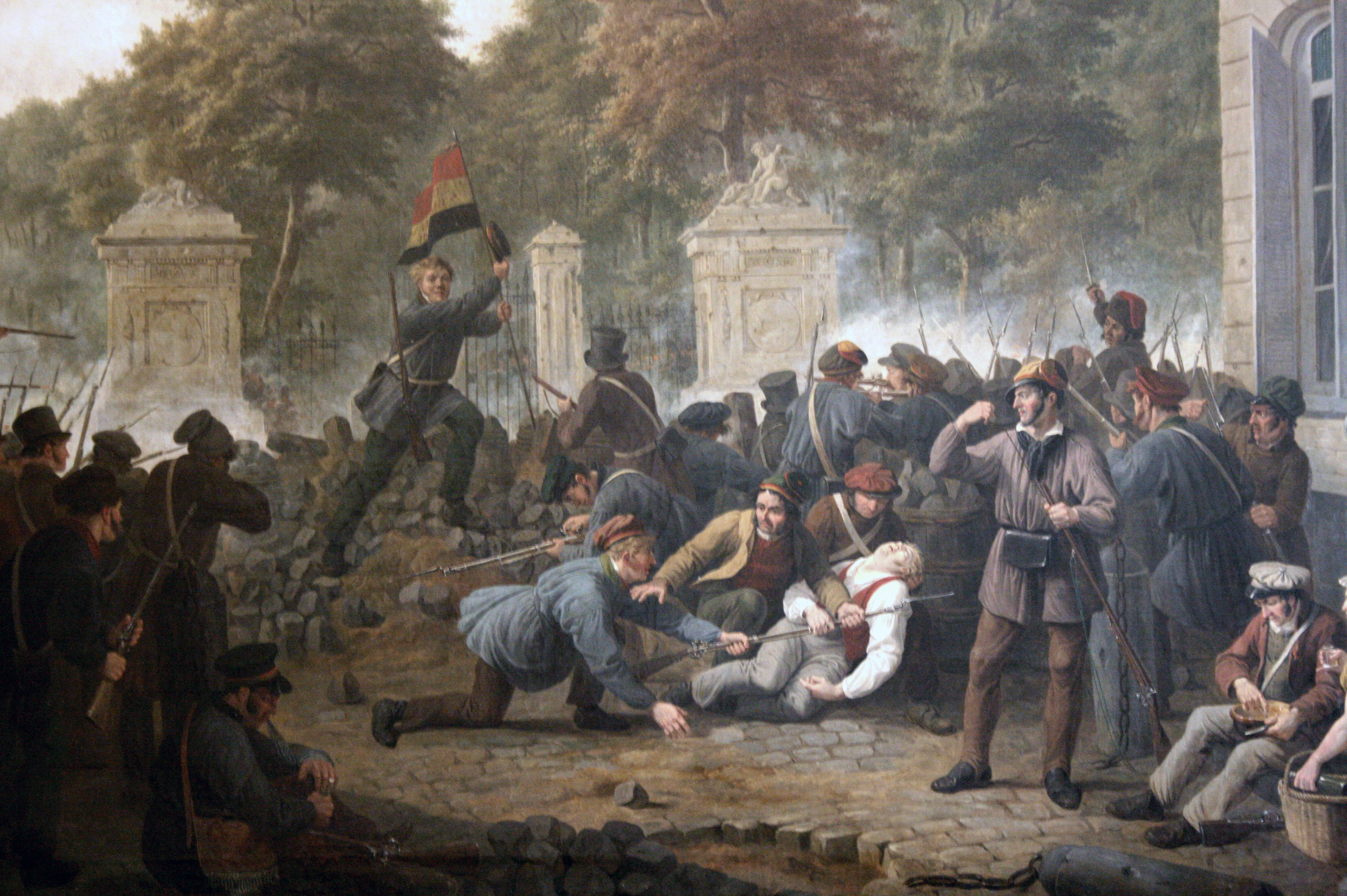
Aanval in het park van Brussel, tafereel van de revolutie van 1830, Koninklijke Musea voor Schone Kunsten van België

Hij studeerde eerste bij Hendrik van Assche, maar ging in 1809 naar Amsterdam er studeerde bij Pieter Bartholomeusz Barbiers. Hij keerde hierna terug naar Brussel voor verdere studie aan de Academie. Hij behaalde er in 1804 de eerste prijs voor "tekenen naar de natuur". Hij werd in 1820 leraar aan de "Académie de Peinture" van Brussel in de vakken "principes" en "tekenen naar antieke voorbeelden". Hij bleef er leraar tot aan zijn dood in 1841.

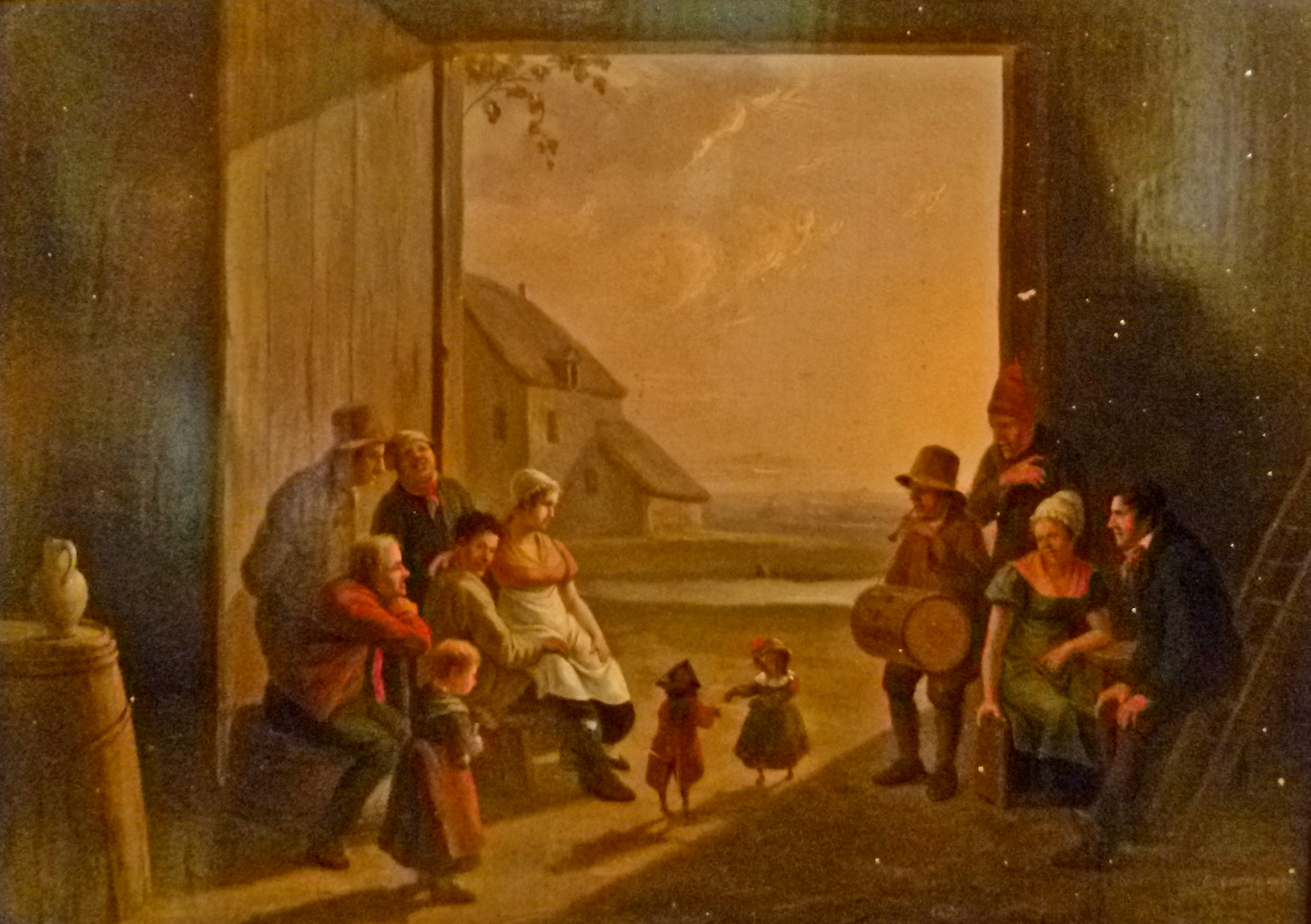
Geanimeerd gezelschap met dansende aapjes, genrestuk uit 1823; privébezit

Hij vervaardigde enkele litho's, die werden uitgegeven door  Guillaume-Philidor Van den Burggraaff, vanaf 1825 uitgever en lithograaf van de Koninklijke Academie van Brussel.
Op een tentoonstelling in Gent in 1808 bekwam hij de gouden medaille met zijn schilderij Rubens ontvangt van Karel I van Engeland het zwaard waarmee hij werd geridderd. (Museum voor Schone Kunsten, Gent). Hij stelde nog tentoon in Gent in 1817 en 1826.
Het schilderij Een soldaat komt terug naar het ouderlijk huis na de slag bij Waterloo leverde hem veel lof op. Het werd in 1817 geschonken door  Willem I, koning der Nederlanden, aan het toenmalig Museum van Schone Kunsten van Brussel. Het schilderij "Slag bij Waterloo" werd aangekocht door de Prins van Wales, de latere koning George IV.
Zijn Tafereel van de Revolutie van 1830 bevindt zich in de Koninklijke Musea voor Schone Kunsten van België. Op dit schilderij hangen de kleuren van de Belgische vlag niet verticaal (zoals heden) maar horizontaal met bovenaan rood, dan geel en dan zwart (artikel 193 van de Belgische grondwet).
Het schilderij Imaginary Meeting of Sir Arthur Wellesley (1769–1852), Duke of Wellington and Sir Henry William Paget (1768–1854), 1st Marquess of Anglesey, after the Amputation of His Leg bevindt zich in het National Trust, Plas Newydd, Llanfairpwll, Isle of Anglesey, Wales
- Biografisch Portaal: 51092214
- Digitale Bibliotheek voor de Nederlandse Letteren: coen044
- Gemeinsame Normdatei: 142419613
- International Standard Name Identifier: 0000 0000 8402 603X
- Nederlandse Thesaurus van Auteursnamen: 096751614
- RKD-Nederlands Instituut voor Kunstgeschiedenis: 17486
- Union List of Artist Names: 500050136
- Virtual International Authority File: 96016413
- WorldCat: E39PBJvRYktkVqgmhJPqwmymVC